# Gleasonia cururuensis
Gleasonia cururuensis là một loài thực vật có hoa trong họ Thiến thảo. Loài này được Egler mô tả khoa học đầu tiên năm 1961.